# Burjassot
Burjassot – gmina w Hiszpanii, w prowincji Walencja, we wspólnocie autonomicznej Walencja, o powierzchni 3,44 km². W 2011 roku liczyła 38 175 mieszkańców.